# Rickard Lundin
Rickard Lundin, född 1944, är en svensk rymdfysiker. Han disputerade 1977 vid Umeå universitet och är professor i rymdfysik vid Institutet för rymdfysik. Han blev 1990 ledamot av Vetenskapsakademien.